# Piotr Nesterov
Piotr Nikolaïevitch Nesterov (en russe : Пётр Никола́евич Не́стеров), né le 15 février 1887 (27 février dans le calendrier grégorien) à Nijni Novgorod et décédé le 26 août 1914 (8 septembre dans le calendrier grégorien) à Jovkva (aujourd'hui en Ukraine), est un voltigeur aérien et aviateur de l’armée de l'air impériale russe. Auteur d’un des premiers loopings, il meurt à la suite d’un taran, un abordage volontaire lors d'un combat aérien d'un avion allemand, au tout début de la Première Guerre mondiale.

## Formation
Piotr Nesterov entame sa formation au corps des cadets de Nijni Novgorod dont il sort en 1904. Il étudie ensuite à l’école d'artillerie Michel (à Saint-Pétersbourg) et est affecté en 1906 à la 9e brigade d’artillerie des fusiliers de Sibérie orientale, à Vladivostok. Il y développe des principes de correction de tir à partir d’un aérostat.
Il s’intéresse à l’aviation et obtient son brevet de pilote de l'école d'aéronautique pour officiers en 1912. En 1913 il est affecté au groupement d’aviation en formation à Kiev. Le 27 août 1913 (9 septembre dans le calendrier grégorien), à bord d’un Nieuport IV, Nesterov effectue son premier looping aérien (et peut-être même le premier au monde).

## Première Guerre mondiale

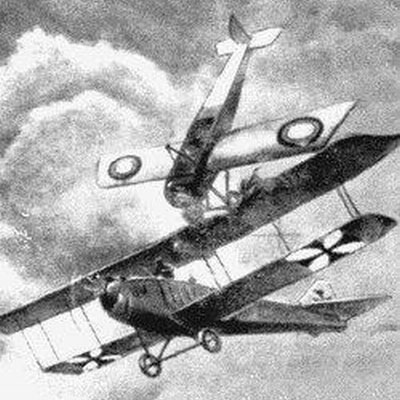
Dessin illustrant l'abordage volontaire réalisé par Piotr Nesterov en 1914.

Au début du conflit Nesterov est affecté au front du sud-ouest, participant aux combats autour de Lemberg. Il effectue des vols de reconnaissance et des premiers bombardement avec des obus d’artillerie. Au cours de sa 28e mission Nesterov, aux commandes d’un Morane-Saulnier G, il attaque un Albatros B.II autrichien en mission de reconnaissance. Souhaitant déstabiliser l'avion ennemi Nesterov se décide à un abordage volontaire mais le choc est tel que les deux avions s'écrasent non loin de Jovkva. Piotr Nesterov, le pilote autrichien Franz Malina et son observateur le baron Friedrich von Rosenthal meurent tous les trois des suites de l'éperonnage.

## Honneurs
À titre posthume Piotr Nesterov reçoit l’ordre de Saint-Georges de 4e classe le 25 janvier 1915.
De 1951 à 1992 la ville de Jovkva porta le nom de « Nesterov ».